# بوغوجاتي (إيطاليا)
بوغوجاتي هي كومونا (بلدية) في مقاطعة فريزة في منطقة لومبارديا شمال إيطاليا. تقع حوالي 45 كيلومترًا شمال غرب ميلانو وحوالي 6 كيلومترات جنوب غرب فريزة.
تحد بوغوجاتي البلديات التالية: Azzate، برونيلو، جازادا شيانو، فريزة.

## روابط خارجية
- الموقع الرسمي